# 橋本恵子 (アナウンサー)
橋本 恵子（はしもと けいこ、1969年2月18日 - ）は、静岡第一テレビの元アナウンサー。静岡市男女共同参画審議委員（2013年度より）、ワーキングマザーサークル「Win-Win プロジェクト」、「ことのはスクエア」代表。

## 概要
- 静岡県富士宮市出身。静岡県立富士宮北高等学校、日本大学芸術学部放送学科卒業後、SDT入社。
- 編成部時代の2002年に生んだ息子がいる。
- 2019年に退社後は、山根基世に師事し、「朗読指導者養成講座」を終了。
- 現在はコーチングや朗読の各講座講師、小中学校での読み語りボランティア活動行う。

## 出演番組
- ズームイン!!朝!（静岡担当リポーター）
- 釣れて満腹駿河湾
- 美人アナバトル（1992年、日テレ制作）
- ニュースプラス1しずおか（1997年-2002年）